# Droga Pienińska
Droga Pienińska (słow. Pieninska cesta) – trakt wiodący przez Przełom Pieniński ze Szczawnicy prawym brzegiem Dunajca do Czerwonego Klasztoru.

## Historia
Pierwszy odcinek do Leśnego Potoku wybudował w latach 1870–1875 Józef Szalay, po jego śmierci budowę kontynuowała krakowska Akademia Umiejętności. Budowę, również po stronie węgierskiej (obecnie słowackiej), finansowano w całości ze środków polskich. W niektórych miejscach Dunajec tworzy tak ciasny wąwóz, że dla utworzenia przytulonej do skał wąskiej drogi konieczne było obciosywanie skał i budowa wysokich kamienno-betonowych nasypów tuż nad nurtem rzeki. Drogę przecina granica polsko-słowacka, przed otwarciem granic czynne było na niej turystyczne przejście graniczne. Droga Pienińska została unowocześniona i dostosowana do ruchu turystycznego.
Droga jest zamknięta dla pojazdów samochodowych. Prowadzą nią szlaki turystyki pieszej i rowerowej. Widoki na przełom Dunajca i spływające Dunajcem tratwy z turystami są efektowne szczególnie wczesną wiosną i późną jesienią, gdy nie przesłaniają ich ulistnione drzewa. Licząca 9 km trasa jest doskonale przygotowana turystycznie: dobra nawierzchnia, estetyczne tablice informacyjne, liczne ławki i wiaty dla turystów, przystosowane źródełka ze źródlaną wodą, wypożyczalnia rowerów i kajaków górskich, parkingi, bezpłatny wstęp do Pawilonu Pienińskiego Parku Narodowego.

## Opis trasy
Pierwszy odcinek (35 min – 15 km) od Szczawnicy do granicy rozpoczyna się obok Dunajca, przy Przystani Wodnej, gdzie zatrzymują się tratwy. Obok wypożyczalnia rowerów, parkingi dla samochodów i autobusów, restauracje, pamiątki. Nie sposób nie zauważyć w Dunajcu wielkiej sterczącej z wody skały zwanej Kotuńką. Asfaltowa wąska droga prowadzi wzdłuż bocznej odnogi Dunajca. Pomiędzy nią a głównym nurtem wyspa Cypel, porośnięta łęgiem wierzbowym. Przy drodze wypożyczalnia kajaków górskich i przystań promu Nowy Przewóz przewożącego tych turystów, którzy udają się na drugą stronę Dunajca (na Sokolicę). Po lewej wspina się stromo krótka droga do schroniska PTTK „Orlica”. Z lewej strony drogi wybitna turnia. To Biała Skała, a w niej i w przepaścistych stokach Bystrzyka trzy jaskinie (Cygańska, Piec Dolny i Piec Górny). Dalej w wapiennych zboczach Kaczego wnęka z okapem zwana Grotą Zyblikiewicza i budynek pawilonu PPN, w którym można bezpłatnie oglądać wystawę obrazująca geologię i przyrodę Pienin. Po przeciwnej stronie Dunajca Hukowa Skała. Droga wkracza w ciasny wąwóz. Na odcinku do doliny Leśnickiego Potoku trasa rowerowa oddzielona od trasy dla pieszych.
Za granicą państwową słowacki pawilon Pienińskiego Parku Narodowego i przystań flisacka, dalej krótki odcinek wygodnej ścieżki i trasy rowerowej, tworzące głęboki wąwóz ujście Leśnickiego Potoku do Dunajca (tzw. Przełom Leśnickiego Potoku) i drogą do wsi Leśnica. Leśny Potok tworzy w tym miejscu wysoki kanion o bardzo stromych ścianach. Rząd turni tworzących ściany kanionu po prawej stronie potoku to Wylizana, nad lewym jego brzegiem wznosi się ostro zakończona skała, po polsku nazywa się ona Sama Jedna, po słowacku Osobitá Skala. Dunajec tworzy w tym miejscu bardzo ciasny przełom. W jego pętli znajduje się Przechodni Wierch, na prawo od niego w górze widać Sokolicę.
Droga Pienińska prowadzi przez mostek na wprost. Dydaktyczne ilustrowane tablice informacyjne są w języku słowackim i angielskim, mimo że większość turystów stanowią Polacy. Dalej Stuletnie Źródło i Przechodni Wierch. W górze imponująca szczytowa turnia Sokolicy bielejąca ponad lasem, pod nią turnie Cukrowa Głowa i Wilcza Skała. Droga nieco wspina się. Po przeciwnej stronie Dunajca spada do niego z szumem Pieniński Potok, płynący głębokim wąwozem między Masywem Trzech Koron a Pieninkami. U wylotu tego wąwozu do Dunajca znajdują się przysłonięte drzewami wybitne turnie: Ślimakowa Skała i Fujarki.
Droga powraca do Dunajca. Po lewej stronie koszona niewielka Polanka, na której przed I wojną światową zatrzymywali się kuracjusze ze Szczawnicy spacerujący do słowackiej Śmierdzonki. Wkrótce ostry zakręt w lewo i mijamy wysokie strome ściany z licznymi turniami. To tzw. Siedem Mnichów. Nieco dalej niewielka polana, zwana Hutą, ze szkółką leśną i zaraz za nią odchodzi na lewo żółty szlak turystyczny na przełęcz Limierz (Targov). W tym miejscu Dunajec tworzy potężną pętlę, okrążając z trzech stron Klejową Górę i Facimiech. W stromo podciętych skałach Facimiecha jaskinia Lisia Jama i kilka wyróżniających się skał: Świnia Skała, Zbójeckie Skały, Grabczychy i Ostra Skała. Ponad nimi wznoszą się szczyty Trzech Koron. Na wprost widoczna Podskalnia Góra i Nowa Góra, zakręt w lewo i widoczne mury Czerwonego Klasztoru.

## Galeria

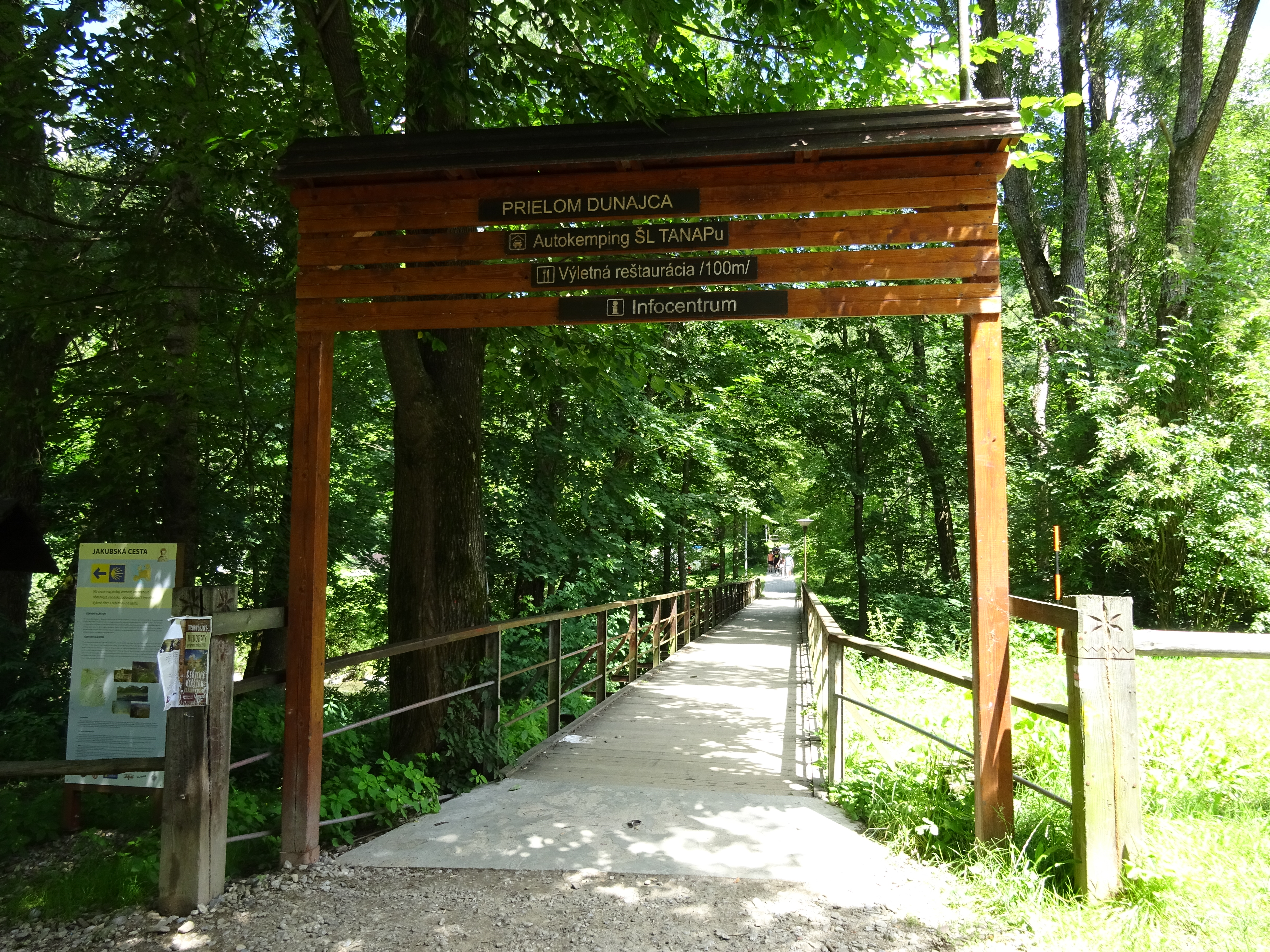
Początek drogi w Czerwonym Klasztorze
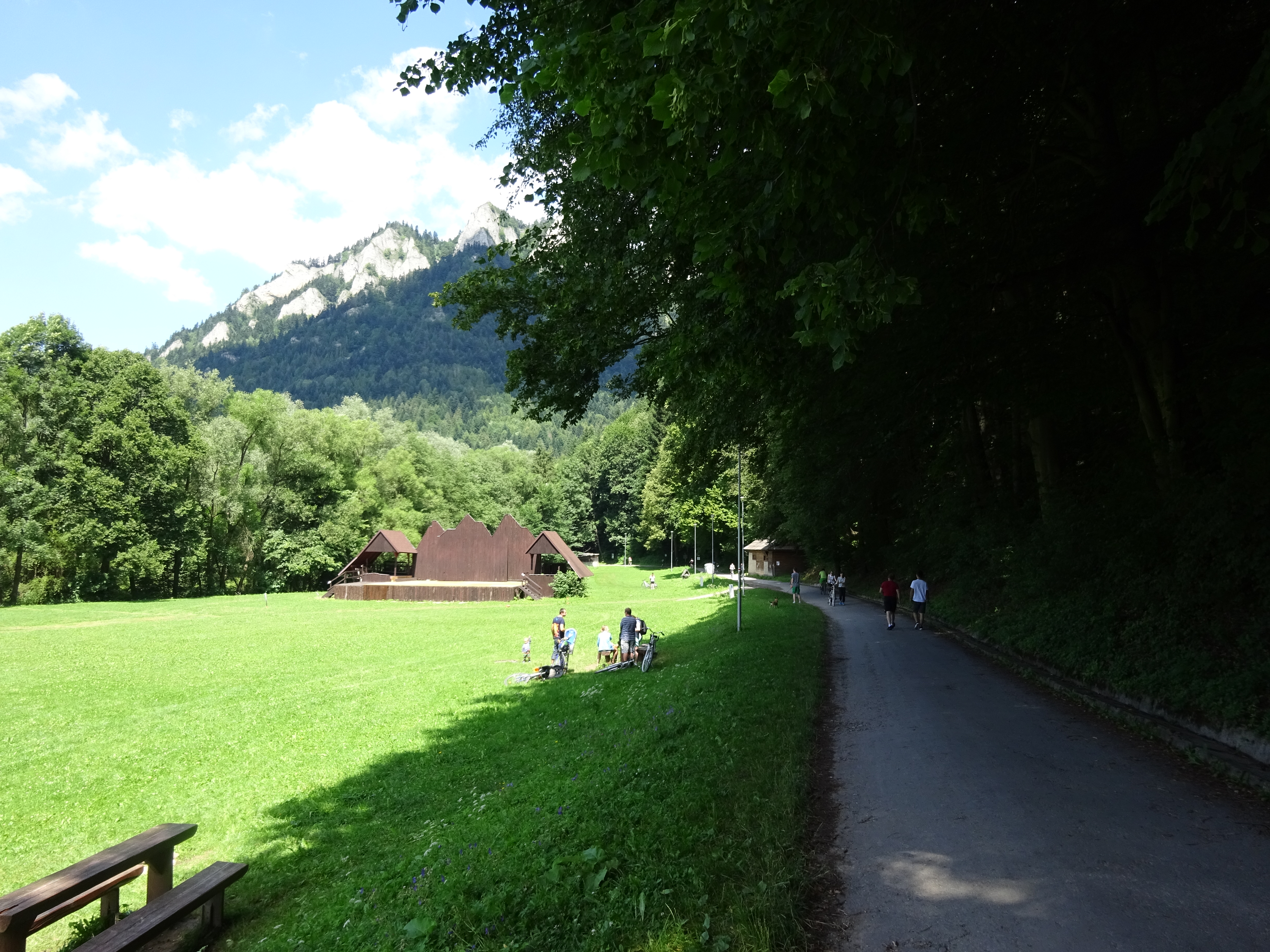
Początkowy bieg w Czerwonym Klasztorze z widokiem na Trzy Korony
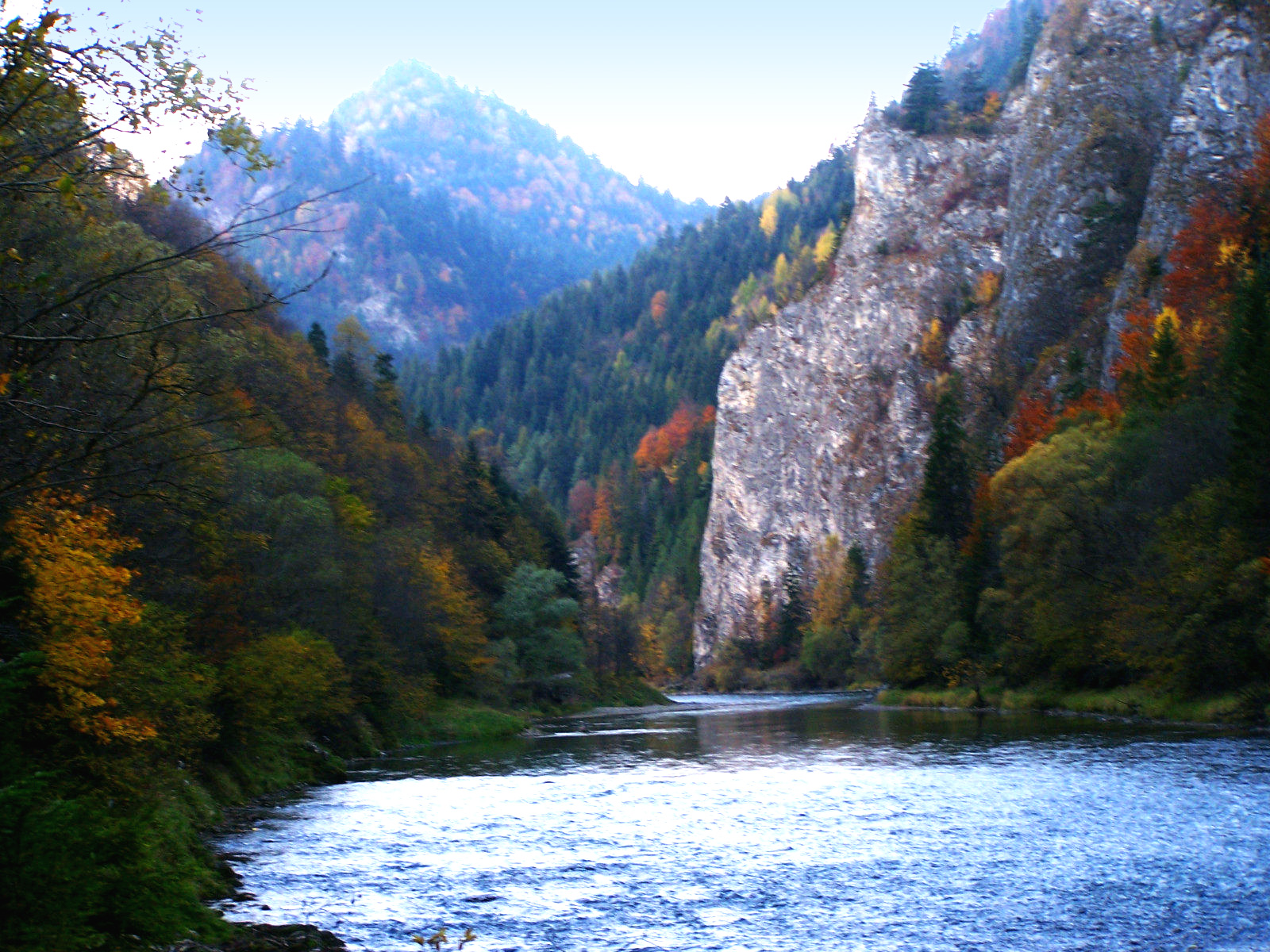
Najwęższe miejsce w przełomie, tzw. Zbójnicki Skok
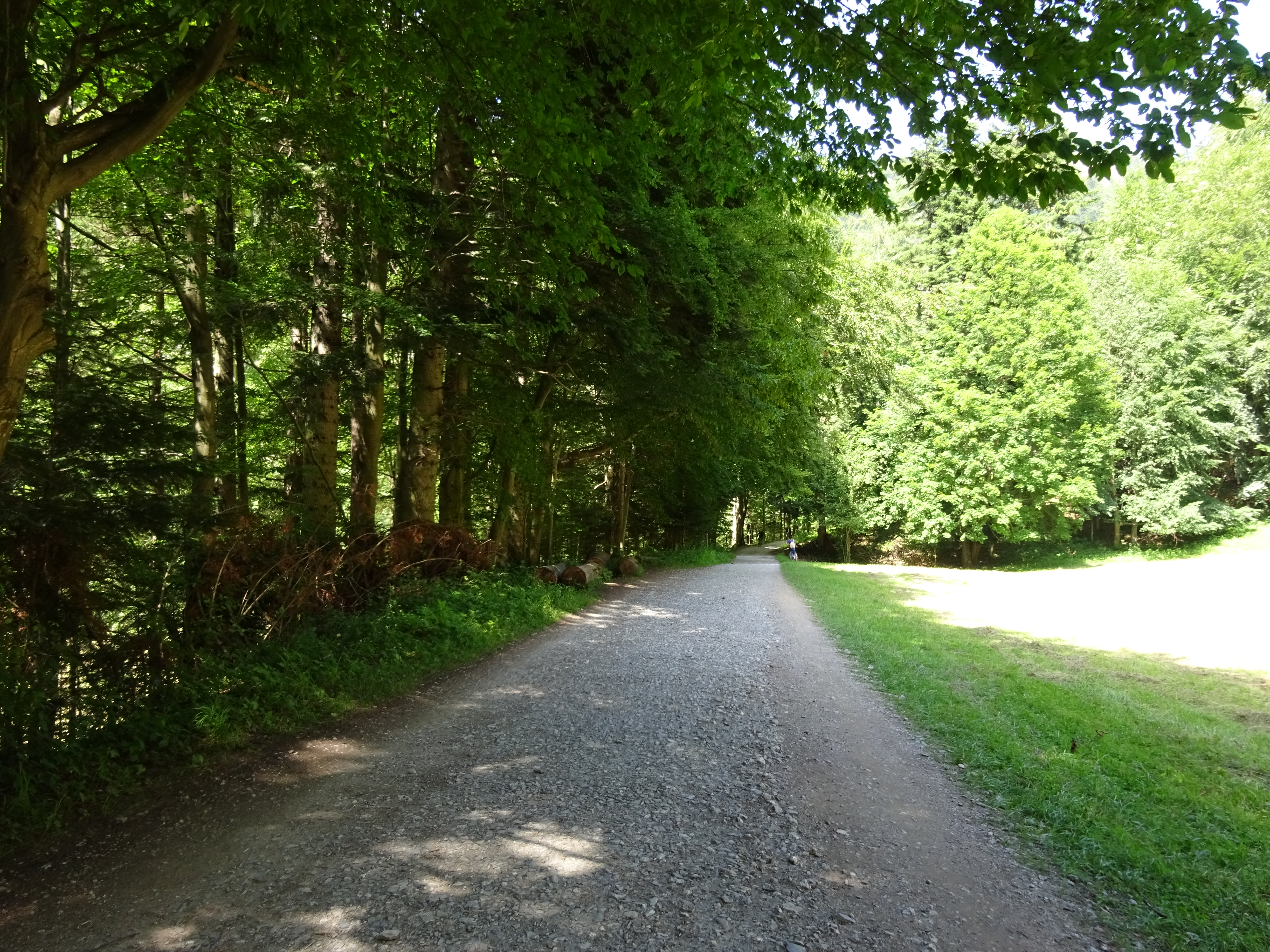
Odcinek środkowy drogi
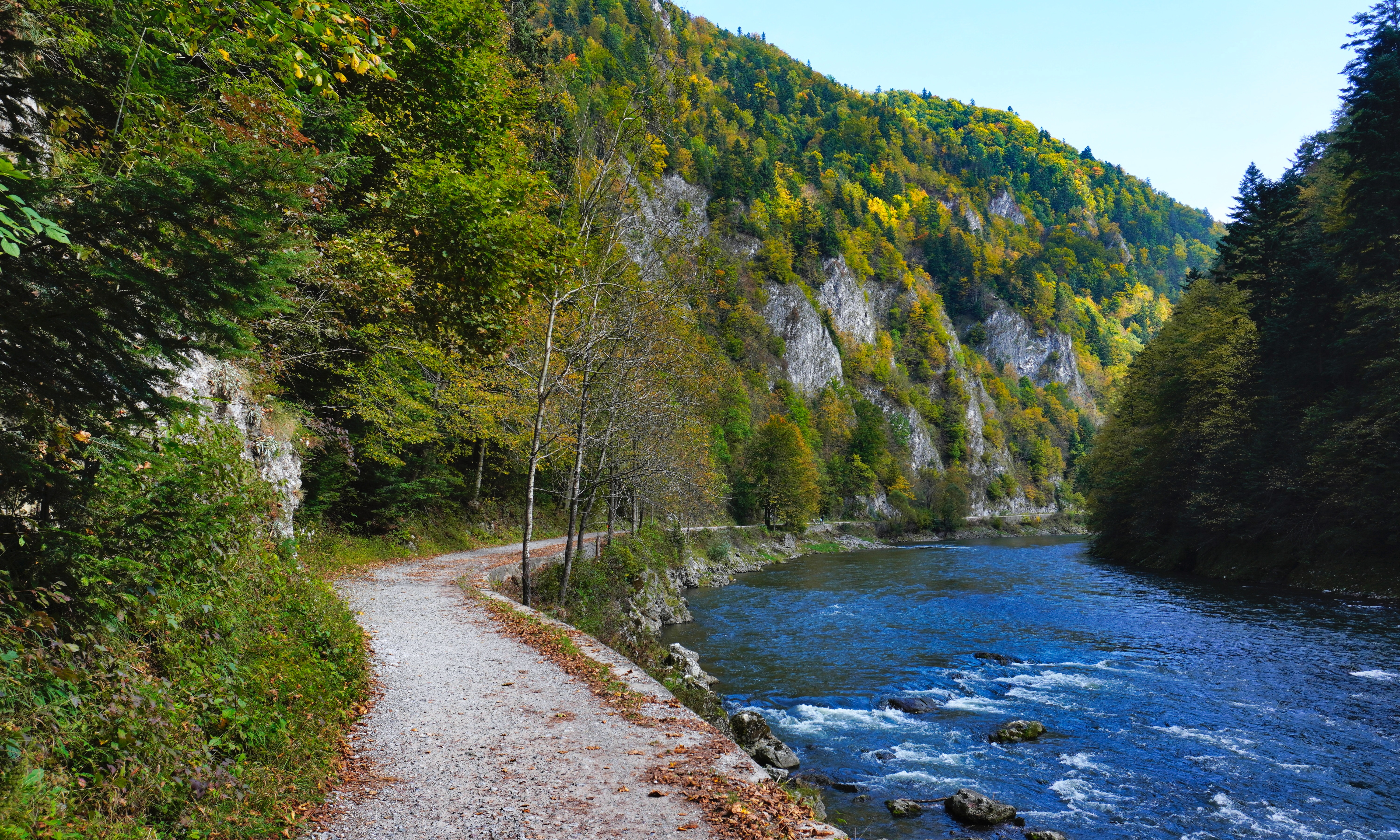
Środkowy odcinek drogi po stronie słowackiej, widok w kierunku Czerwonego Klasztoru
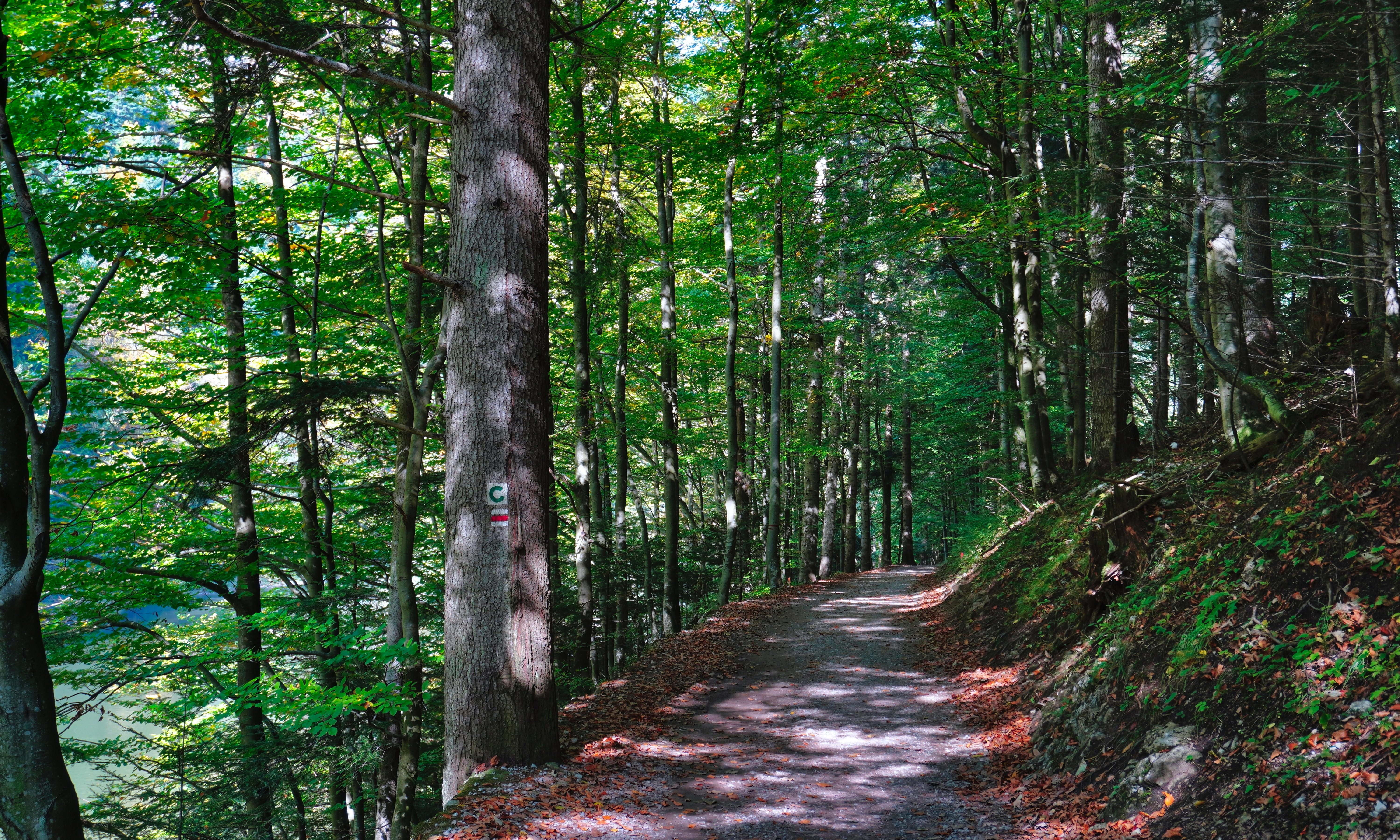
Środkowy odcinek drogi po stronie słowackiej, widok w kierunku Szczawnicy
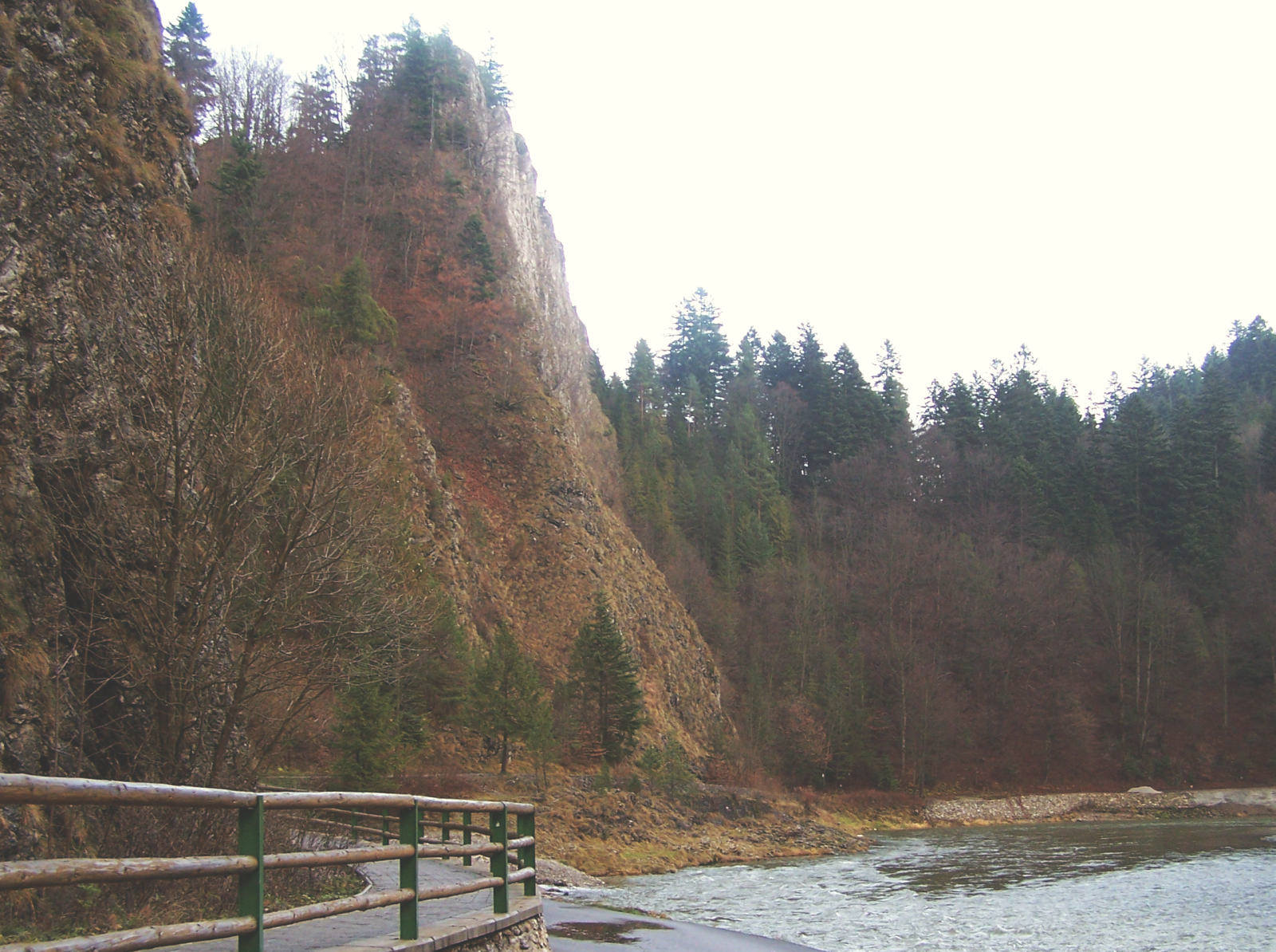
Fragment drogi przy Samej Jednej
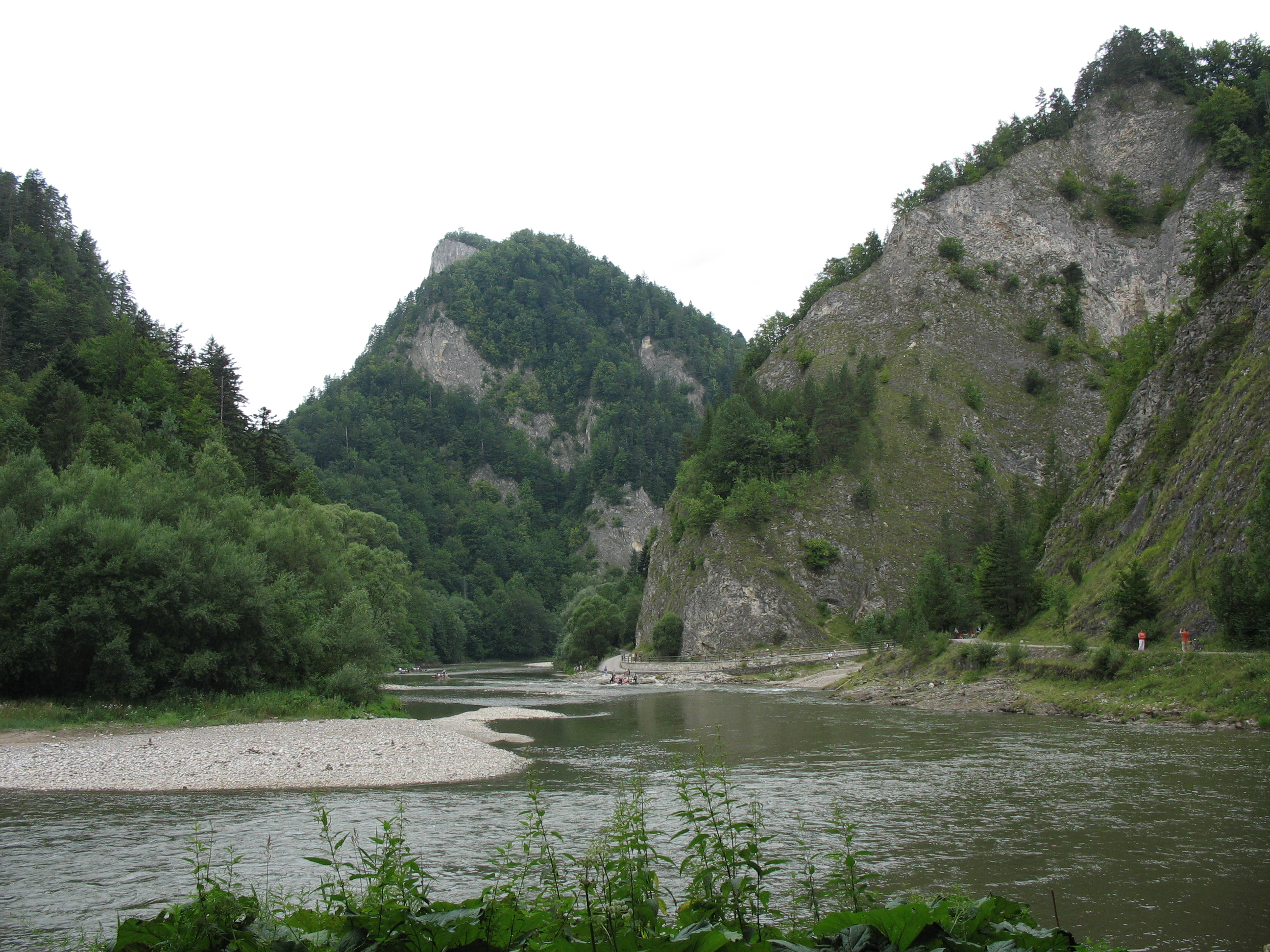
Widok z drogi ku Sokolicy, po prawej Wylizana i ujście Leśnickiego Potoku
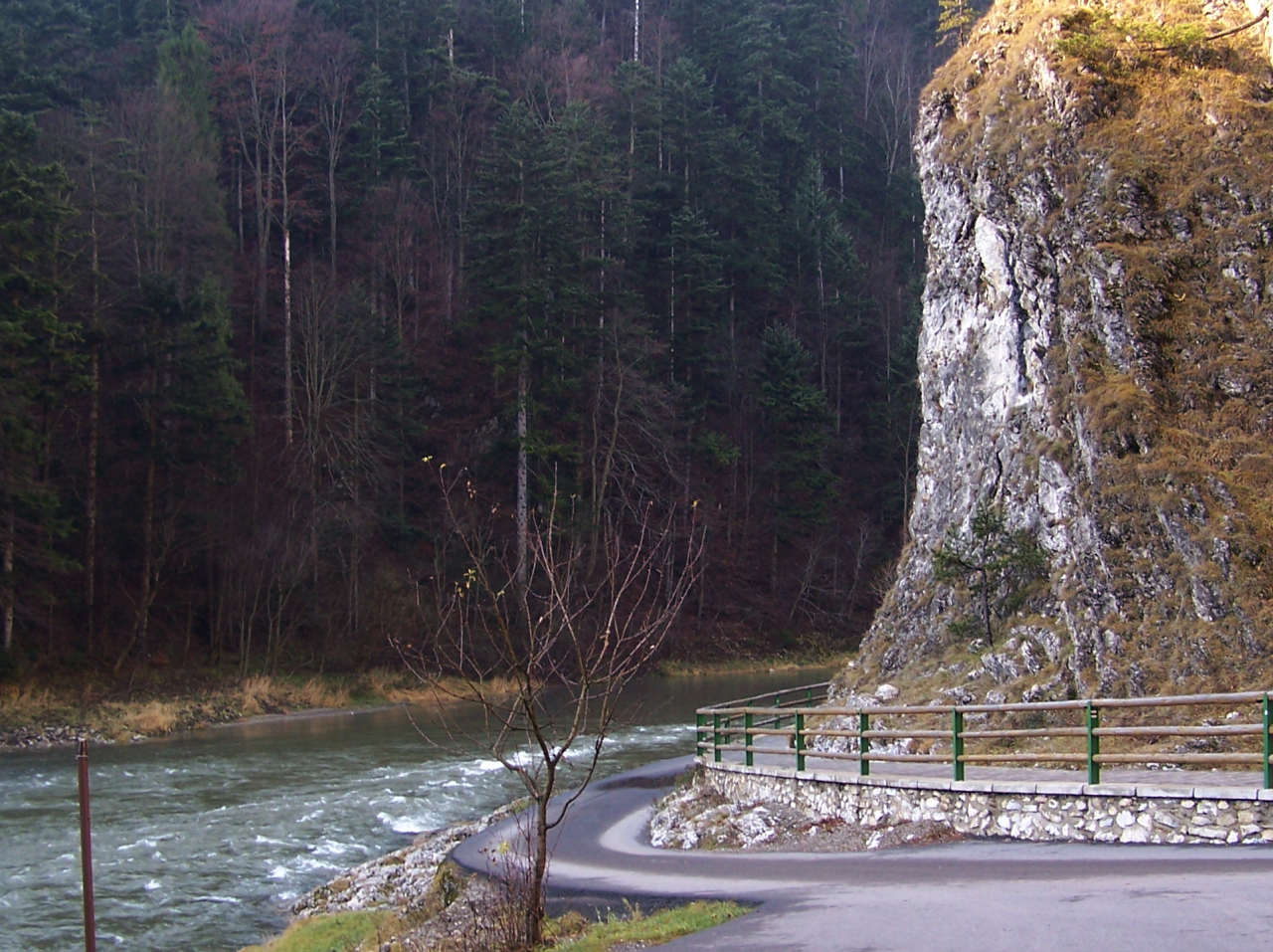
Fragment drogi pod Wylizaną
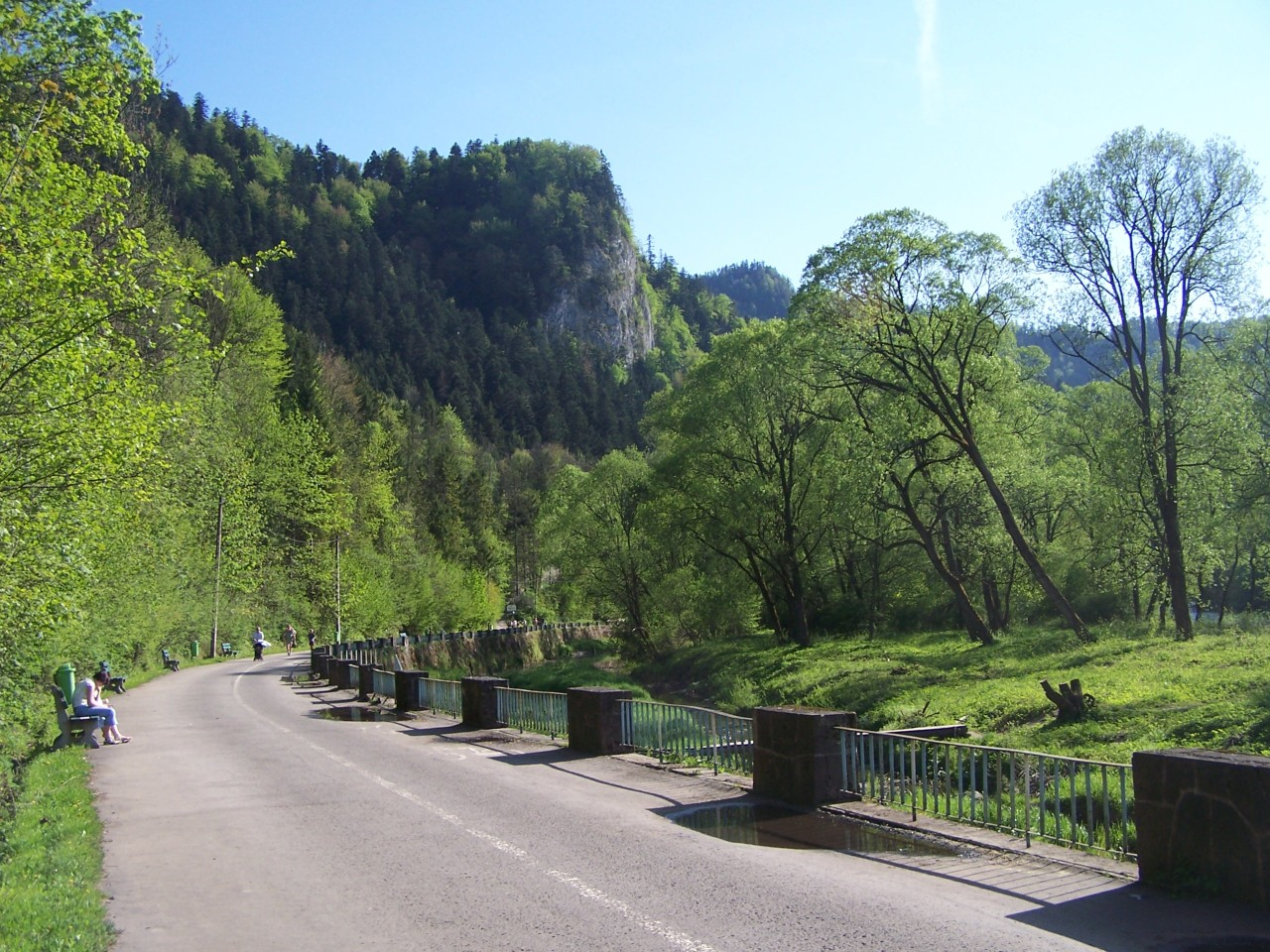
Końcowy odcinek drogi w Szczawnicy
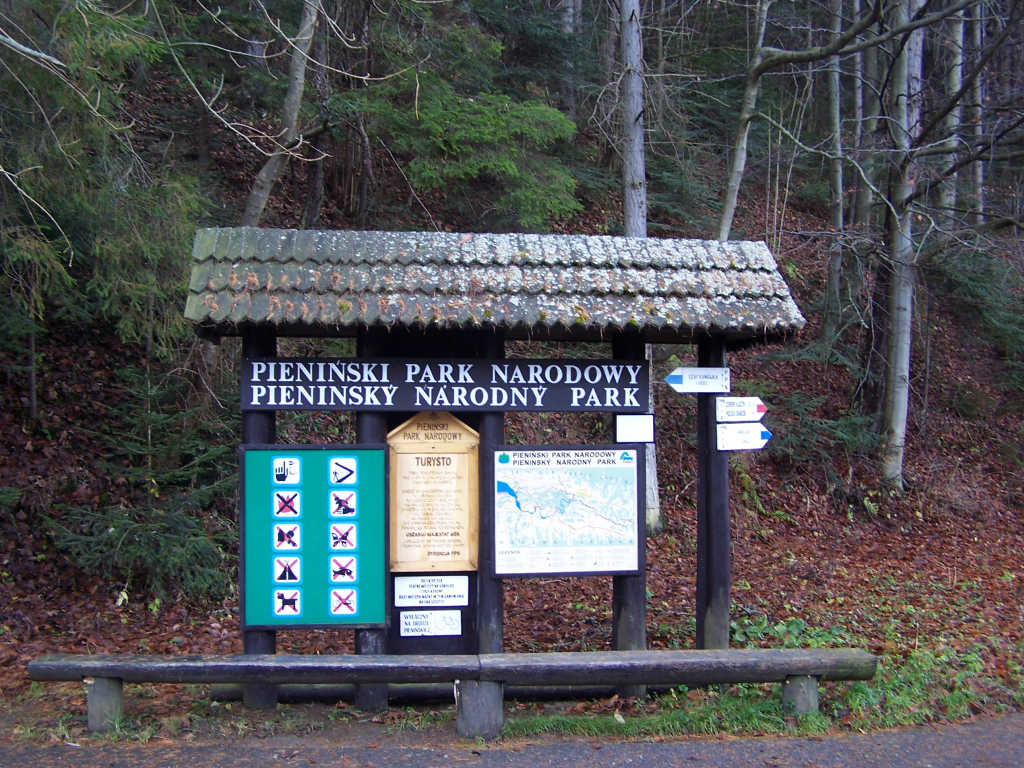
Liczne tablice informacyjne przy drodze

## Szlaki turystyki pieszej
Droga Pienińska: ze Szczawnicy do Czerwonego Klasztoru. Odległość 9,7 km, suma podejść 460 m, suma zejść 440 m, czas przejścia 3 godz 10 min h w jedną stronę.
Od szlaku odgałęziają się:
 Główny Szlak Pieniński:
- na Szafranówkę i dalej głównym grzbietem Małych Pienin wzdłuż granicy polsko-słowackiej
- przeprawą przez Dunajec na Sokolicę

  do wsi Leśnica (do pawilonu PIENAP 25 min)
  na przełęcz Targov w Grupie Golicy (30 min)